# Eva Ljungdahl
Denna artikel handlar om bildkonstnären Eva Ljungdahl. För arkeologen och författaren  Ewa Ljungdahl, se Ewa Ljungdahl
Eva Gunilla Ljungdahl, under en tid Ljungdahl Carlsson, född 24 april 1946 i Sundsvalls församling i Västernorrlands län, är en svensk målare och grafiker.
Eva Ljungdahl är dotter till agronomen, kapten Claes Ljungdahl (1909–1998) och skolkökslärarinnan Karin, ogift Hedenmark, sondotter till Claes Ljungdahl, brorsdotter till Erland Ljungdahl samt kusin till Birgitta, Casten och Anne Sofie von Otter. Hon är släkt med konstnären Olof Hermelin och Eric Hermelin som översatte persisk lyrik. Efter gymnasiet lämnade hon hemstaden Sundsvall för akademiska studier. Hon blev filosofie magister i ryska, franska och engelska varefter hon arbetade som reseledare och sedan flygvärdinna. Hon har också verkat som lärare.
Hon gick Idun Lovéns målarskola 1981–1982 och Birkagården 1982–1984, där hon studerade måleri, skulptur och grafik. Hon fick också mycket inspiration hos landskapsmålaren Leopold Fare. Sedan 1984 försörjer hon sig som konstnär och utför verk i olja, akvarell och akryl men arbetar också med grafik. Motiven är ofta hämtade från naturen. Hon verkade tidigare i Täby och Tyresö men har nu sedan omkring 2013 sin ateljé i Glombo utanför Delsbo Hälsingland.
Hon är representerad vid Stockholms läns landsting, Gävleborgs läns landsting, Jämtlands landsting, Kristianstads landsting, Västmanlands landsting, Hallands landsting, Dalarnas landsting, Värmlands landsting, Örebro läns landsting samt i kommunerna Täby kommun, Huddinge kommun, Uddevalla kommun, Mariestads kommun, Oxelösunds kommun, Botkyrka kommun, Markaryds kommun, Köpings kommun och Tyresö kommun.
Eva Ljungdahl var 1969–1988 gift med Janne ”Loffe” Carlsson (1937–2017). De fick dottern Sara (född 1970), som har två barn med Peter Settman, och sonen Sebastian (född 1972) som har en dotter. Numera är hon sambo med filmaren Erik Strömdahl (född 1945). De är bosatta i Glombo utanför Delsbo i Hälsingland.